# باتريك كوبز
باتريك كوبز (بالإنجليزية: Patrick Cobbs)‏ هو لاعب كرة قدم أمريكية أمريكي، ولد في 31 يناير 1983 في شوني في الولايات المتحدة.

## وصلات خارجية
- باتريك كوبز على موقع مرجع كرة القدم المحترفة.كوم (الإنجليزية)